# Brauns-Heitmann
Brauns-Heitmann ist der Name eines Chemieunternehmens in Warburg. Gegenstand des Unternehmens sind die Herstellung und der Vertrieb von Lebensmittelfarben, Textilfarben, Imprägnierungsmitteln, Entfärber, Fleckenwassern, Fleckenentferner, Oster- und Weihnachtsartikeln.

## Geschichte
Die Geschichte von Brauns-Heitmann geht auf zwei zunächst getrennt agierende Unternehmen zurück, die Fa. Brauns in Quedlinburg und die Fa. Heitmann in Köln. Beide entstanden in der Gründerzeit und befassten sich mit der Herstellung und dem Vertrieb von kurz zuvor erfundenen künstlichen Anilinfarben für den Hausgebrauch.

### Firma Wilhelm Brauns

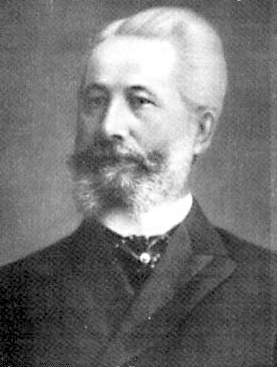
Wilhelm Brauns, um 1900

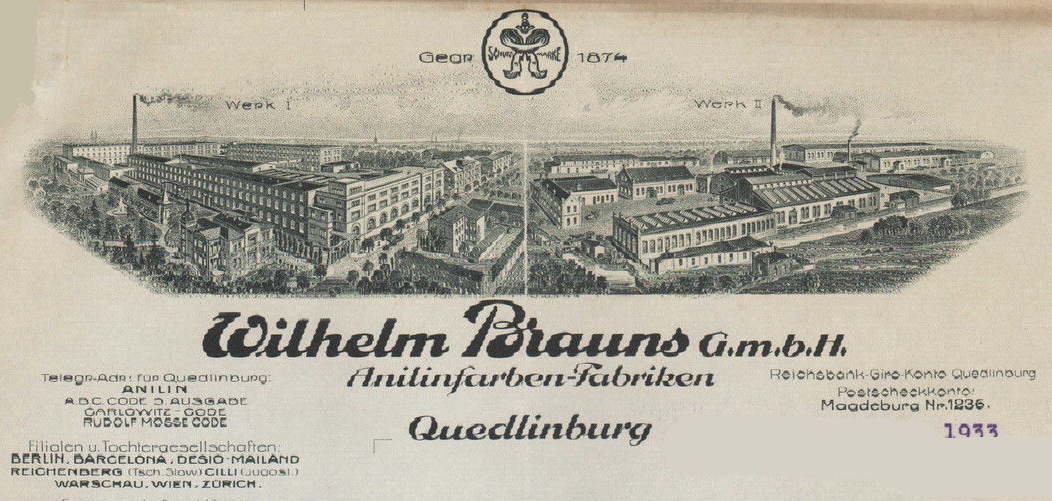
Briefkopf Wilhelm Brauns, um 1920

1874 begann der Apotheker Wilhelm Brauns (1841–1914) in seiner Apotheke in Brome Stofffarben für die Hausfärberei herzustellen. Die große Nachfrage führte dazu, dass er Ende der 1870er Jahre, sich ganz den Farben widmete. In Quedlinburg baute er mit seinem späteren Teilhaber Josef Weller eine Anilinfarbenfabrik auf, die Farbenfabrik Wilhelm Brauns. Am 4. Mai 1895 ließ er sein Markenzeichen, Brauns „Krone mit Schleife“ markenrechtlich schützen. Auf der Brauns-Preisliste von 1908 gab es Farben für Stoffe, Leder, Kerzen, Bohnermassen, Holz, Moos, Gräser, Blumen, Seifen, und Nahrungs- und Genussmittel wie Butter, Käse, Säfte und Liköre. Die Produkte wurden über Apotheken und Drogerien vertrieben, aber auch die Industrie wurde beliefert. Brauns baut Filialen und Tochtergesellschaften in Amsterdam, Mailand, Warschau und Zürich auf. 1920 wurden in Quedlinburg 370 Mitarbeiter beschäftigt. Die Produktpalette wurde mit Mitteln zum imprägnieren, Flecken entfernen und Entfärben erweitert.  Broschüren wurden in 30 Sprachen angeboten. 1930 wurden die noch bestehenden Fabrikgebäude am Harzweg 12 nach Plänen von Hermann Baranke errichtet. Nach 1945 wurde die Firma geteilt. Während in Quedlinburg nur noch in kleinerem Rahmen produziert wurde, gründete Brauns zunächst in München eine neue Anilinfarbenfabrik, die nach den Initialen des Gründers zeitweise Wilbra Chemie genannt wurde. 1952 wurden Firmensitz und Produktion nach Bad Aibling verlegt.

### Firma Gebrüder Heitmann

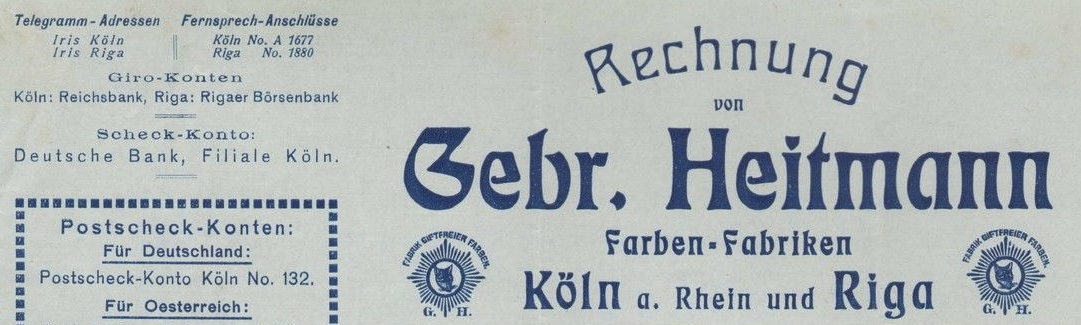
Briefkopf Gebr. Heitmann, 1916

1884 gründeten die Brüder Fritz und Nikolaus Heitmann die „Gebr. Heitmann, Köln, Fabrik giftfreier Farben“. Sie konzentrieren sich zunächst auf den Markt der Hausfärberei. Für den traditionellen Brauch, Eier zum Osterfest bunt zu färben, entwickelten sie synthetische Eierfärbemittel, die erheblich bunter und brillanter waren, als die bis dahin verwendeten Naturfarben. Am 4. Januar 1896 ließen sie ihr Markenzeichen, einen „Fuchskopf im Stern“ mit den Initialen G. H. für Gebrüder Heitmann als Marke eingetragen. Das Geschäft entwickelte sich so erfolgreich, dass schon vor dem Ersten Weltkrieg ein weiterer Standort in damals russischen Riga gegründet wurde. 1928 folgte eine Niederlassung in Barcelona. Nach der Zerstörung der Kölner Produktionsanlagen im Zweiten Weltkrieg verlegten die Nachfolger und Cousins der Firmengründer 1943 den Betrieb und ihren Wohnsitz ins westfälische Warburg. Auf dem Grundstück des ehemaligen Altstädter Brauhauses, Klockenstraße 8, entstand nach und nach eine neue Fabrikanlage.

### Fusion zu Brauns-Heitmann

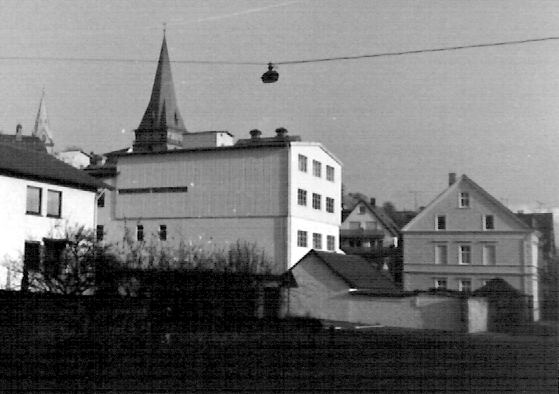
Betriebs- und Verwaltungsgebäude in Warburg-Altstadt, 1979

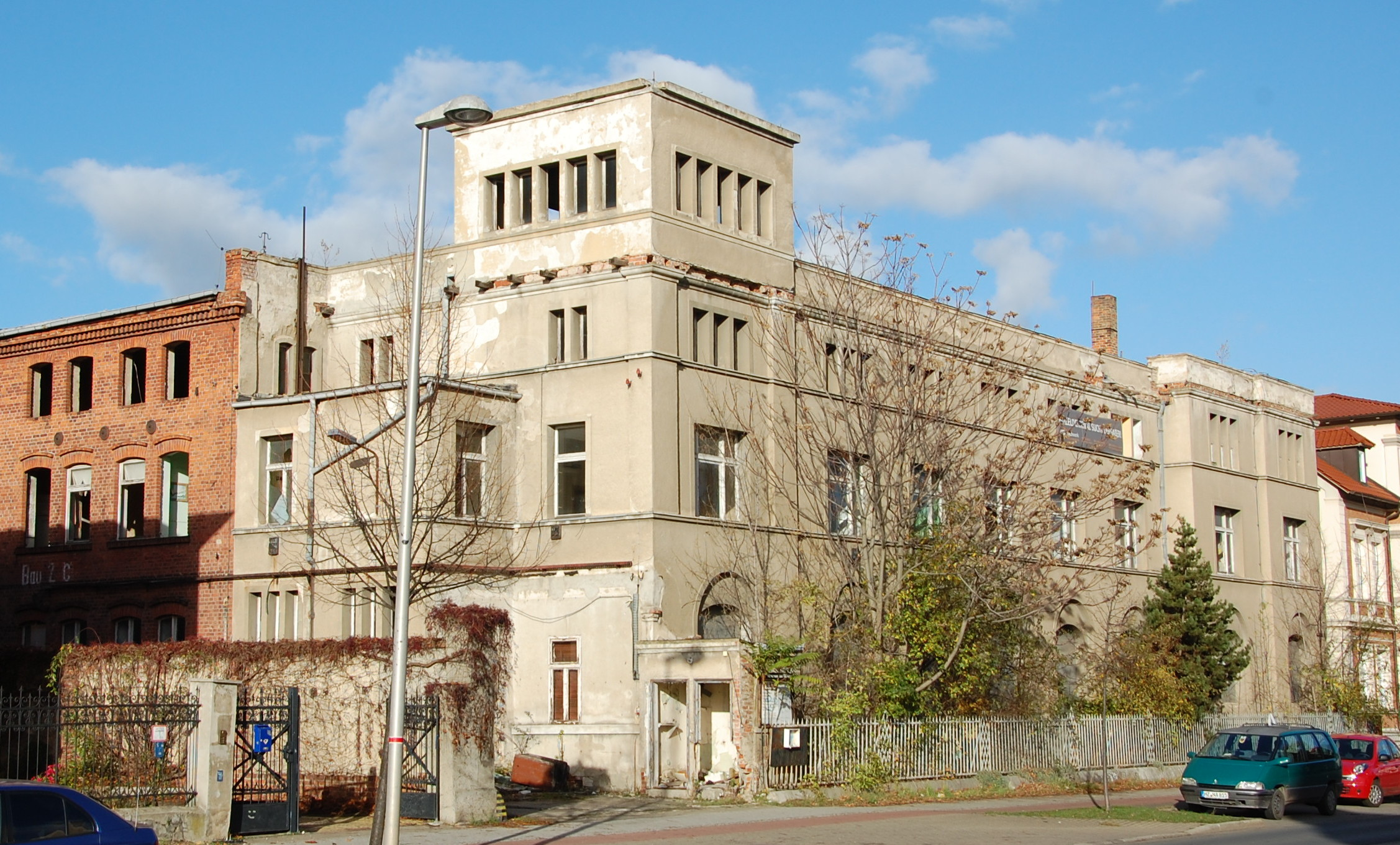
Wilbra-Chemie in Quedlinburg, Harzweg 12 (2013)

Ende der 60er Jahre wurden die Geschäfte schwieriger, da zunehmend lieber Fertigprodukte gekauft wurden, anstatt Stoffe und Ostereier zu Hause zu färben. Am 1. Oktober 1969 fusionierten daher die bis dahin konkurrierenden Traditionsunternehmen zur Brauns-Heitmann GmbH & Co. KG. Die Firmensitze in Bad Aibling und Warburg blieben zunächst beide erhalten.
1971 entwickelte Brauns-Heitmann eine neue Sparte, die sich schnell zum großen Umsatzträger entwickelte: Dekorationsartikel für jede Jahreszeit. Der Vertrieb erfolgte neben Drogerien auch über den Lebensmitteleinzelhandel, später auch in Baumärkten. 1977 brachte das Unternehmen mit Simplicol die ersten kochechten Textilfarben zum Anwenden in der Waschmaschine heraus. 1980 hatte das Unternehmen ca. 140 Beschäftigte. Durch die neuen Geschäftsbereiche wurde der Platz in der Warburger Altstadt zu eng. Mit Unterstützungs der Städtebauförderung wurde 1981 bis 1983 der Betrieb in das Warburger Gewerbegebiet Lütkefeld ausgelagert und das alte Areal mit einer Wohnbebauung versehen.
1990 wurde die ehemalige Farbenfabrik Wilhelm Brauns in Quedlinburg nach vergeblichen Reprivatisierungsgesprächen mit der Modrow-Administration am 1. Juli als Wilbra-Chemie GmbH durch die Treuhandanstalt neu gegründet. Zuvor war der Betrieb 1959–1972 schrittweise verstaatlicht worden und hatte als VEB Farb-Chemie Quedlinburg zuletzt insbesondere Holzbeizen und Klebstoffe hergestellt. 1993 wurde die Quedlinburger Fabrik zum 1. Januar an die Erben Brauns zurückübertragen. Eine Integration in das Unternehmen Brauns-Heitmann erfolgte nicht. Im gleichen Jahr wurde der Standort Bad Aibling geschlossen und alle Aktivitäten von Brauns-Heitmann wurden nun auf den Standort Warburg konzentriert.
1998 übernahm Brauns-Heitmann die Unternehmen Annen-Chemie und Coturel. Es wurde ein Vollservice im Bereich Dekoration und Eierfarben eingeführt, indem in Warburg die Verkaufsdisplays bestückt, an die Einzelhändler ausgeliefert und im Geschäft von Servicemitarbeitern gepflegt werden.
2004 wurde die Produktion der Wilbra-Chemie in Quedlinburg eingestellt, seitdem stehen die denkmalgeschützten Gebäude leer.
2007 erfolgte durch den Zukauf von Krebs & Sohn ein weiterer Ausbau der Dekorationssparte, diesmal im Bereich des Christbaum-Glasschmucks.